# 帕滕施泰因 (萨克森州)
帕滕施泰因（德語：Parthenstein，發音：[ˈpaʁtn̩ʃtaɪn]）是德国萨克森州莱比锡县的市镇，面积35.05平方千米，2023年12月31日人口为3,554人。